# Caloenas
A Caloenas a madarak osztályának galambalakúak (Columbiformes) rendjébe és a galambfélék (Columbidae) családjába tartozó nem, melynek egyetlen ma is élő faja a sörényes galamb (Caloenas nicobarica).

## Rendszerezés
A nembe az alábbi 3 faj tartozik:
- sörényes galamb (Caloenas nicobarica)
- Caloenas canacorum Balouet & Olson, 1989
- Liverpool-galamb (Caloenas maculata) Gmelin, 1789

A sörényes galambon kívül kettő, mára kihalt fajt tartanak még nyilván a nemben. A Caloenas canacorum faj egy nagy testű galambfaj volt, mely Új-Kaledónia és Tonga területén élt. Ez a faj csak szubfosszilis csontmaradványok alapján ismert. Feltehetően még az otthonául szolgáló szigetek európaik általi felfedezése előtt kihalt, valószínűleg az Új-Kaledónián megtelepült melanézek és a Tonga szigeteken meghonosodó polinézek irtották ki. A madarat a megtalált csontmaradványok alapján csak 1989-ben írták le.
A másik faj a Liverpool-galamb (Caloenas maculata) egyetlen múzeumi egyed alapján ismert faj. A madarat Johann Friedrich Gmelin írta le 1789-ben John Latham 1783-as „A General Synopsis of Birds” című műve alapján, típuspéldány nélkül. A faj felfedezési helye sem ismert.
1851-ben Edward Smith Stanley, Derby 13. grófjának birtokába jutott az egyetlen ismert példány, mely ma a Merseyside County Museum-ban van kiállítva Liverpoolban. Egy másik, mára elveszett példányt valamikor 1783 és 1823 között gyűjtöttek be.
A faj eredeti élőhelye és kihalásának oka még ma is ismeretlen. A legtöbb feltételezés szerint a faj valahonnan a Csendes-óceán szigetvilágából származhat. Mára a leginkább elfogadott magyarázat szerint a faj valahonnan a ma Francia Polinéziaként ismert terület valamelyik szigetén lehetett honos, ahogy azt David Gibbs ornitológus állította 2001-ben. Feltételezése szerint a tahitiak még 1928-ban is tudtak a madárról és ők „titi”-nek nevezték. 
Mindezek alapján a fajról szóló évtizedes vita lezárásaként a BirdLife International 2008-ban felvette a fajt a kihalt madarak jegyzékébe.